# Арчі Вілкокс
Арчібальд Томас Бартлетт Вілкокс (англ. Archibald Thomas Bartlett Wilcox; 5 травня 1903, Монреаль — 27 серпня 1993, Броквіл) — канадський хокеїст, що грав на позиції захисника.

## Ігрова кар'єра
Професійну хокейну кар'єру розпочав 1927 року.
Протягом професійної клубної ігрової кар'єри, що тривала 9 років, захищав кольори команд «Монреаль Марунс», «Бостон Брюїнс» та «Сент-Луїс Іглс».
Усього провів 207 матчів у НХЛ, включаючи 12 ігор плей-оф Кубка Стенлі.